# Freier Personenverkehr

Flagge der Europäischen Union

Der Freie Personenverkehr stellt eine der vier Grundfreiheiten sowie ein politisches Konzept der Europäischen Union dar. Im Kern umfasst sie die ausschließlich EU-Bürgern vorbehaltene Personenfreizügigkeit, sowohl in Form der allgemeinen Freizügigkeit sowie auch der dem Europäischen Binnenmarkt unterfallenden Arbeitnehmerfreizügigkeit, der Dienstleistungsfreiheit und der Niederlassungsfreiheit. Daneben umfasst der Freie Personenverkehr aber auch flankierende Maßnahmen bezüglich Drittstaatsangehörigen, die wiederum Teil des Konzepts eines Raumes der Freiheit, der Sicherheit und des Rechts sind.